# Stipa chingii
Stipa chingii är en gräsart som beskrevs av Albert Spear Hitchcock. Stipa chingii ingår i släktet fjädergrässläktet, och familjen gräs. Inga underarter finns listade i Catalogue of Life.